# Buduslău
Buduslău (węg. Érbogyoszló) – wieś w Rumunii, w okręgu Bihor, w gminie Buduslău. W 2011 roku liczyła 995 mieszkańców.